# Homopliopsis peyrierasi
Homopliopsis peyrierasi är en skalbaggsart som beskrevs av Marc Lacroix 1998. Homopliopsis peyrierasi ingår i släktet Homopliopsis och familjen Melolonthidae. Inga underarter finns listade i Catalogue of Life.